# Stara Piła
Stara Piła (kaszb. Starô Piła, niem. Altemühle) – osada kaszubska i stacja kolejowa w Polsce, położona w województwie pomorskim, w powiecie kartuskim, w gminie Żukowo. Miejscowość wchodzi w skład sołectw: Niestępowo (część wschodnia) i Przyjaźń (część zachodnia).
W latach 1975–1998 miejscowość administracyjnie należała do województwa gdańskiego.

## Stacja kolejowa Stara Piła
Stacja kolejowa Stara Piła miała stać się na początku XX wieku stacją węzłową, z zawieszoną obecnie linią Pruszcz Gdański-Kartuzy-Lębork miała schodzić się tu linia Czersk-Bąk-Stara Kiszewa-Liniewo-Przywidz-Gdańsk Kokoszki-Gdańsk Wrzeszcz. Odcinek pomiędzy Starą Piłą a Bąkiem nie doczekał się realizacji.
W 2023 odbudowano stację Stara Piła w ramach bajpasu kartuskiego realizowanego przez PKP PLK.